# David Klemperer
David Klemperer (ur. 22 czerwca 1980 w Kilonii) – niemiecki siatkarz plażowy. Grając w parze z Erikiem Korengiem, zajął czwarte miejsce na mistrzostwach świata w 2009. Zdobył brązowy medal na mistrzostwach Europy w 2007. Brał udział w turnieju siatkówki plażowej na igrzyskach olimpijskich w 2008 w Pekinie, gdzie zajął 3. miejsce w grupie.